# Komisariat Straży Granicznej „Rudniki”
Komisariat Straży Granicznej „Rudniki” – jednostka organizacyjna Straży Granicznej pełniąca służbę ochronną na granicy polsko-niemieckiej w latach 1928–1939.

## Geneza
Na wniosek Ministerstwa Skarbu, uchwałą z 10 marca 1920 roku, powołano do życia Straż Celną. Proces tworzenia Straży Celnej trwał do końca 1922 roku. 
Komisariat Straży Celnej „Jelonki”, wraz ze swoimi placówkami granicznymi, wszedł w podporządkowanie Inspektoratu Granicznego Straży Celnej „Praszka”.
W drugiej połowie 1927 roku przystąpiono do gruntownej reorganizacji Straży Celnej. W praktyce skutkowało to rozwiązaniem tej formacji granicznej.
Rozkazem nr 3 z 25 kwietnia 1928 roku w sprawie organizacji Wielkopolskiego Inspektoratu Okręgowego dowódca Straży Granicznej gen. bryg. Stefan Pasławski powołał komisariat Straży Granicznej „Jaworzno”, który przejął ochronę granicy od rozwiązywanego komisariatu Straży Celnej. 

## Formowanie i zmiany organizacyjne
Rozporządzeniem Prezydenta Rzeczypospolitej Polskiej Ignacego Mościckiego z 22 marca 1928 roku, do ochrony północnej, zachodniej i południowej granicy państwa, a w szczególności do ich ochrony celnej, powoływano z dniem 2 kwietnia 1928 roku  Straż Graniczną.
Rozkazem nr 3 z 25 kwietnia 1928 roku w sprawie organizacji Wielkopolskiego Inspektoratu Okręgowego dowódca Straży Granicznej gen. bryg. Stefan Pasławski przydzielił komisariat „Jaworzno” do Inspektoratu Granicznego nr 13 „Wieluń” i określił jego strukturę organizacyjną. 
Już 15 września 1928 dowódca Straży Granicznej rozkazem nr 7 w sprawie zmian dyslokacji Wielkopolskiego Inspektoratu Okręgowego podpisanym w zastępstwie przez mjr. Wacława Szpilczyńskiego potwierdził organizację komisariatu.
Rozkazem nr 11 z 9 stycznia 1930 roku reorganizacji Wielkopolskiego Inspektoratu Okręgowego komendant Straży Granicznej płk Jan Jur-Gorzechowski ustalił numer i nową organizację komisariatu.
Rozkazem nr 3/31 zastępcy komendanta Straży Granicznej płk Emila Czaplińskiego z 5 sierpnia 1931 roku podplacówkę „Bobrowa” przemianowano na placówkę I linii.
Rozkazem nr 2 z 24 sierpnia 1933 roku w sprawach zmian etatowych, przydziałów oraz utworzenia placówek', komendant Straży Granicznej płk Jan Jur-Gorzechowski przydzielił placówkę II linii „Jaworzno” w skład komisariatu „Rudniki”.
Rozkazem nr 3 z 23 czerwca 1934 roku w sprawach [...] tworzenia i zniesienia posterunków informacyjnych, komendant Straży Granicznej płk Jan Jur-Gorzechowski utworzył placówkę II linii „Krzepice”. Tym samym rozkazem zniósł placówkę „Jaworzno”.
Rozkazem nr 4 z 17 grudnia 1934 roku  w sprawach [...] zarządzeń organizacyjnych i zmian budżetowych, komendant Straży Granicznej płk Jan Jur-Gorzechowski wyłączył placówki I linii „Bobrowa” i „Starokrzepice” z komisariatu Straży Granicznej „Rudniki” i przydzielił do komisariatu Straży Granicznej „Panki”.
Rozkazem nr 4 z 17 grudnia 1934 roku w sprawach [...] zarządzeń organizacyjnych i zmian budżetowych, komendant Straży Granicznej płk Jan Jur-Gorzechowski wyłączył placówkę I linii „Wygiełdów” z komisariatu Straży Granicznej „Praszka” i przydzielił do komisariatu Straży Granicznej „Rudniki”.
Rozkazem nr 4 z 17 grudnia 1934 roku w sprawach [...] zarządzeń organizacyjnych i zmian budżetowych, komendant Straży Granicznej płk Jan Jur-Gorzechowski wyłączył placówkę II linii „Krzepice” z komisariatu Straży Granicznej „Rudniki” i przydzielił do komisariatu Straży Granicznej „Panki”.

## Służba graniczna
Komisariat i placówka II linii znajdowała się w wynajętym przez skarb państwa budynku. Długość ochranianej przez komisariat linii granicznej w 1936 roku wynosiła 17 kilometry i 433 metry. Rozpoczynała się od kamienia granicznego nr 042, a kończyła na kamieniu granicznym nr 061 i dalej do rzeki Piskory. Do celów służbowych wykorzystywano dwa konie, często do zaprzęgu do bryczki i rower służbowy. Szeregowi komisariatu w większości posiadali rowery prywatne, które używali też w celach służbowych.
Kierownik Inspektoratu Granicznego „Wieluń” w dodatku do rozkazu organizacyjnego nr 3 z 19 lipca 1930 roku określił granice komisariatu:
- granica północna: od kamienia granicznego nr 47 w kierunku południowo-wschodnim przez zbocze wzgórza 205 zachodni wylot wsi Brzeziny do folwarku Raczyzna;
- granica wewnętrzna: od folwarku Raczyzna (wył.) dalej szosą do leśniczówki na szosie Praszka-Rudniki, dalej drogą przez Błonie, Porębki, Glinki, Teodorówka do Słowikowa, drogą w kierunku południowo-zachodnim do Jaworzna (wył.), następnie od południowego wylotu wsi Jaworzno drogą do Naguby – Bugaj, dalej drogą do Stanek i do Kuźniczki na most na Liswarcie;
- granica południowa: od kamienia granicznego nr 69 w kierunku północno-wschodnim wzdłuż koryta Liswarty do Kuźniczki na most na Liswarcie.

Sąsiednie komisariaty
- komisariat Straży Granicznej „Praszka” ⇔ komisariat Straży Granicznej „Herby” − 1928
- komisariat Straży Granicznej „Praszka” ⇔ komisariat Straży Granicznej „Panki” − 1929

## Funkcjonariusze komisariatu
| Kierownicy/komendanci komisariatu | Kierownicy/komendanci komisariatu | Kierownicy/komendanci komisariatu |
| stopień                           | imię i nazwisko                   | okres pełnienia służby            |
| --------------------------------- | --------------------------------- | --------------------------------- |
| komisarz                          | Edward Makowski                   | był w 1932 –                      |
| podkomisarz                       | Henryk Milli                      | był w IV 1936 –                   |
| aspirant                          | Wiktor Kowalski                   | 15 VII 1938 -                     |
| Zastępcy komendanta komisariatu   |                                   |                                   |
| starszy strażnik                  | Zdzisław Engel                    | 1 V 1939 –                        |

## Struktura organizacyjna
Organizacja komisariatu w kwietniu 1928 i we wrześniu 1928:
- komenda − Jaworzno
- placówka Straży Granicznej I linii „Jelonki”
- placówka Straży Granicznej I linii „Borek”
- placówka Straży Granicznej I linii „Starokrzepice”
- placówka Straży Granicznej II linii „Żytniów”
- placówka Straży Granicznej II linii „Jaworzno”
- placówka Straży Granicznej II linii „Wieluń”

Organizacja komisariatu w styczniu 1930:
- 3/13 komenda − Rudniki
- placówka Straży Granicznej I linii „Prosna”
- placówka Straży Granicznej I linii „Jelonki”
- placówka Straży Granicznej I linii „Pieńki” [a]
- placówka Straży Granicznej I linii „Starokrzepice”
- placówka Straży Granicznej II linii „Rudniki”
- placówka Straży Granicznej II linii „Jaworzno” → zniesiona w 1934
- placówka Straży Granicznej II linii „Wieluń”

Organizacja komisariatu w styczniu 1932
- komenda − Rudniki
- placówka Straży Granicznej I linii „Prosna”
- placówka Straży Granicznej I linii „Jelonki”
- placówka Straży Granicznej I linii „Pieńki”
- placówka Straży Granicznej I linii „Bobrowa”
- placówka Straży Granicznej I linii „Starokrzepice” → w 1934 przeniesiona do komisariatu „Panki”
- placówka Straży Granicznej II linii „Rudniki”

Organizacja komisariatu w kwietniu 1936
- komenda − Rudniki
- placówka Straży Granicznej I linii „Wygiełdów”
- placówka Straży Granicznej I linii „Prosna”
- placówka Straży Granicznej I linii „Jelonki”
- placówka Straży Granicznej I linii „Pieńki”
- placówka Straży Granicznej II linii „Rudniki”